# Malle schip van Rotterdam

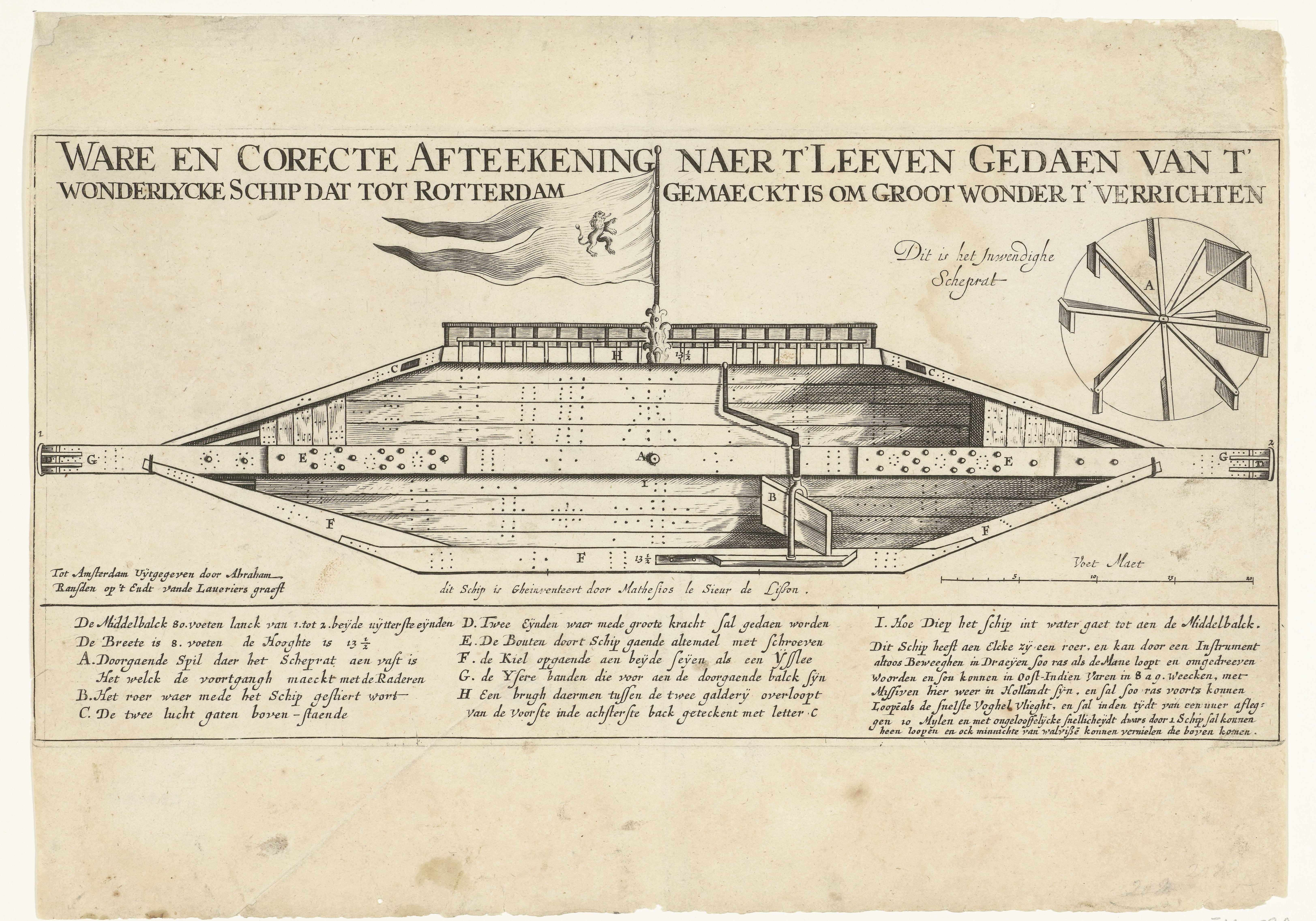
Het malle schip van Rotterdam, prent uit 1653

Het malle schip of malleschip van Rotterdam was een 17e-eeuws vaartuig, mogelijk gebouwd door de Fransman Nicolas de Son. In Nederland stond deze uitvinder bekend als Jean Duson. Ook is hij bekend onder vele andere namen, zoals Lisson, Desson, Du Son, D'Esson, Tousson en seigneur d’Aigmont/d'Egmond. Hij beweerde dat het schip wel 100 schepen op één dag kon vernietigen.
Mogelijk zonk het schip direct, zodra het te water werd gelaten ergens tussen 1653 en 1656. Het zou geleid hebben tot de uitspraak "het gaat vooruit als het schip van Duson". Er zijn zeer veel afbeeldingen van bekend. Deze gaan soms gepaard met teksten met bijzondere claims over de capaciteiten van het schip.

## Afbeeldingen

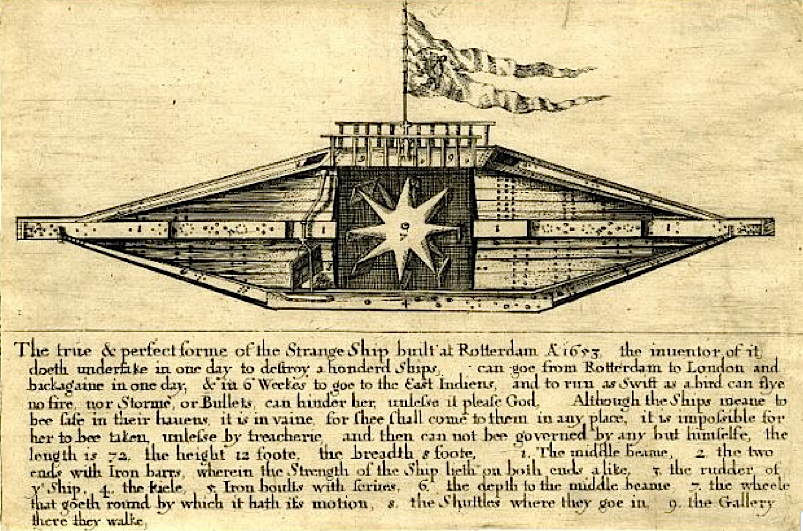
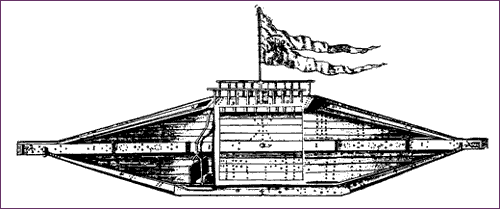
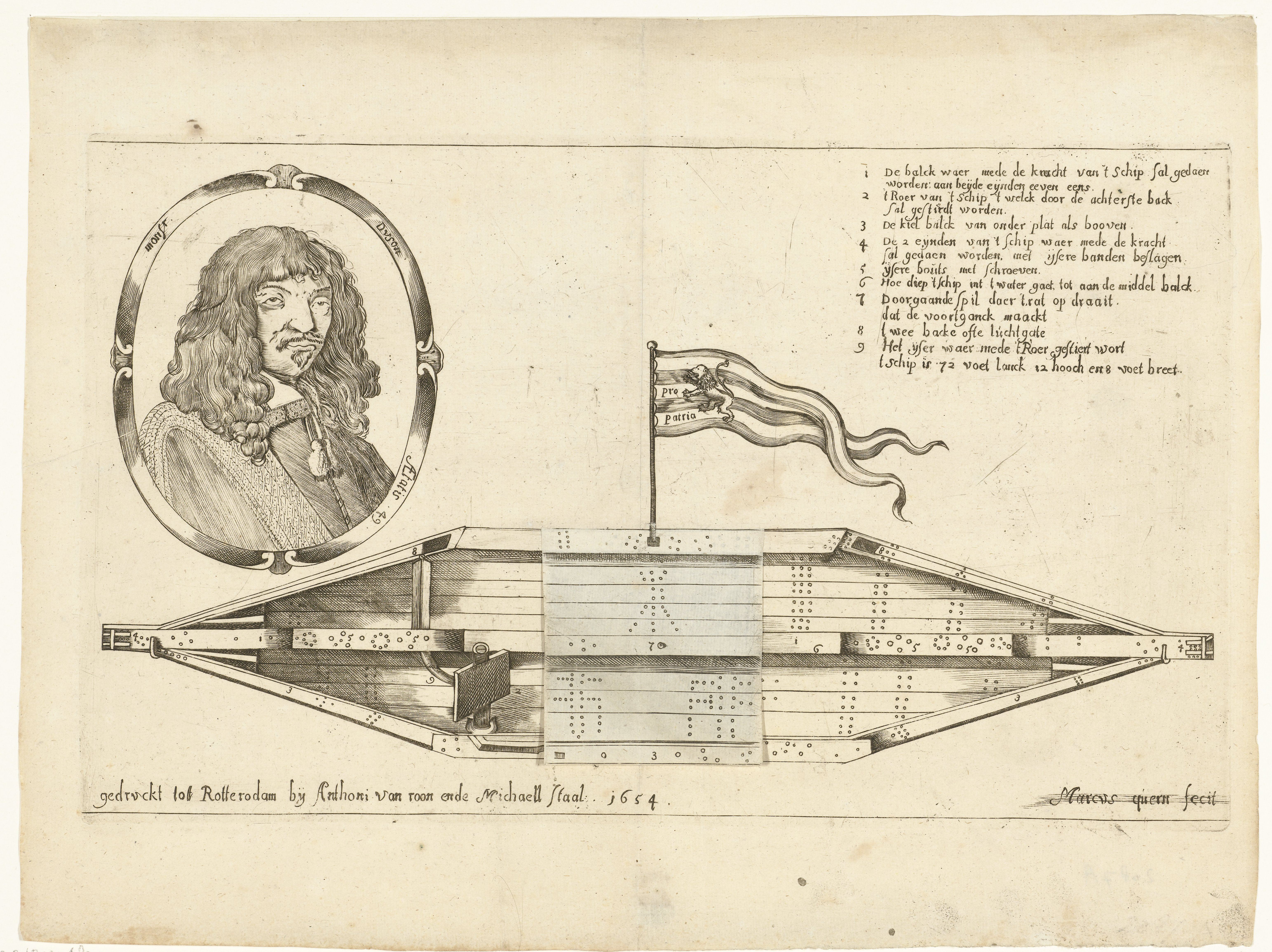